# Biggin by Hulland
Biggin – wieś i civil parish w Anglii, w hrabstwie Derbyshire, w dystrykcie Derbyshire Dales. Leży 16 km na północny zachód od miasta Derby i 198 km na północny zachód od Londynu. W 2011 roku civil parish liczyła 120 mieszkańców.